# Anders Ørbæk
Anders Ørbæk  (Hamar, 1932) is een Noors componist, muziekpedagoog, dirigent en trombonist.
Over deze componist is niet veel bekend. Hij studeerde trombone, compositie en orkestdirectie. Nadat hij afgestudeerd heeft speelde hij in verschillende ensembles (Hamar Brass Quintet en anderen) en orkesten als trombonist. Naast bewerkingen van klassieke muziek voor brassband en ensembles schreef hij als componist diverse werken voor harmonieorkest en kamermuziek. 

## Composities

### Werken voor harmonieorkest en brassband
- Bolagsmusikken
- Jentene Kommer, mars
- Kong Harald V., mars
- Kveldssol over Sælid
- Om kvelden, norsk folketone fra Nordland, voor brassband
- På Marsj
- September-vals
- Spell & dans 1
- Spell & dans 2
- Spell & dans 3

### Kamermuziek
- Back to old days, voor saxofoonkwartet
- Blanke messingen, voor koperkwartet
- Caprice, voor tromboneduet
- Fløytevafler, voor dwarsfluitkwartet
- I veaskog, voor saxofonkwartet
- Lilleputtvals, voor klarinetkwartet
- Liten polka, voor klarinetkwartet
- Pacito, voor koperkwartet
- Søvning formiddag, voor klarinetkwartet
- Visa från utanmyra, voor klarinetkwartet